# Sudrets HC
Sudrets HC är en ishockeyklubb från Hemse på Gotland. Klubben bildades 1978 genom en sammanslagning av Eksta, Stånga och Hemse BK:s hockeysektioner. Föreningens A-lag har oftast spelat i Hockeytvåan och Hockeytrean, men säsongen 2000/2001 spelade man i Division 1 Östra A där man slutade sist i både grundserien och vårserien och dessutom även i den påföljande kvalserien. Sejouren i division 1 orsakade föreningen ekonomiska bekymmer flera år framöver. Föreningen har förutom a-laget, ett ungdomslag, ett veteranlag och hockeyskola.